# UDE-MEDEF Guadeloupe

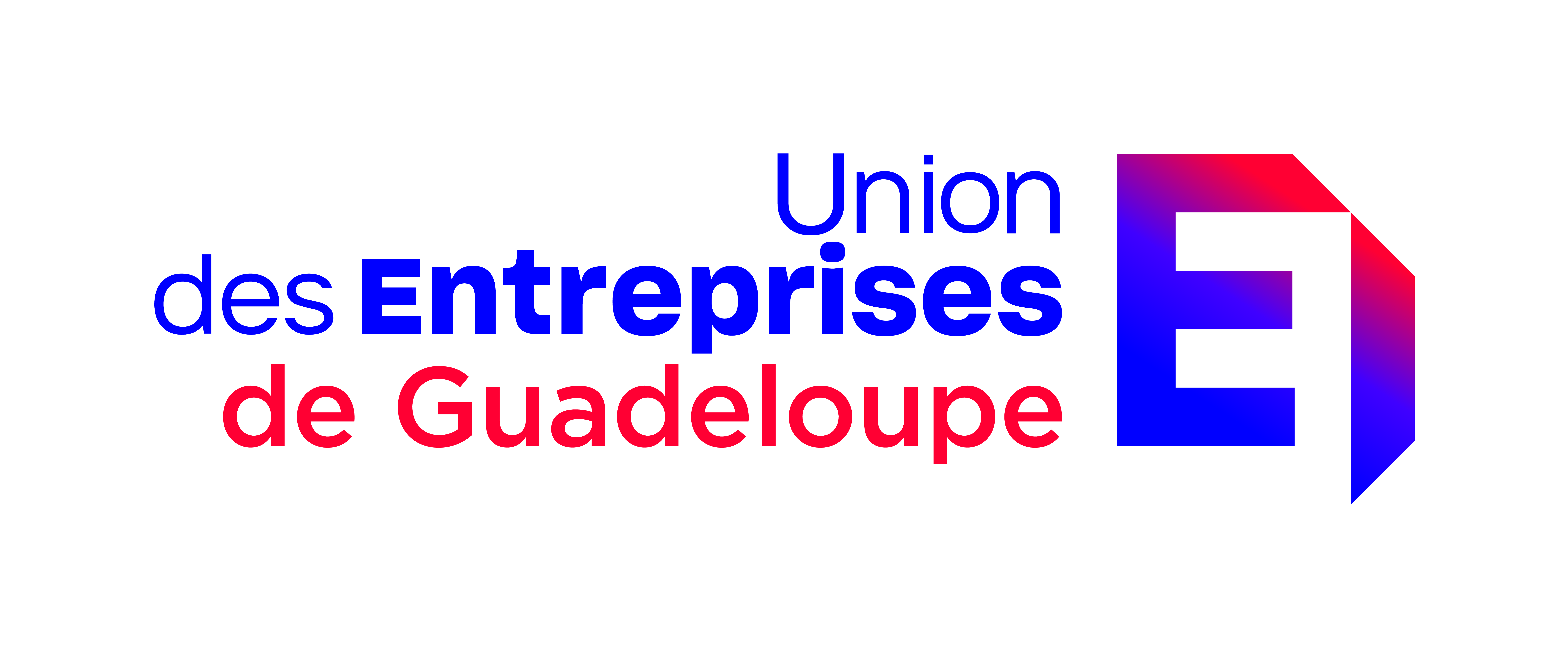
Création	1999
Type	organisation patronale
Siège	Imm. SCI-BTB,
voie principale Jarry
97122 Baie-Mahault
Langue(s)
(fr)
Président	Willy ANGELE
Affiliation(s)	Association loi de 1901
Page Facebook
UDE-MEDEF Guadeloupe

L’UDE-MEDEF Guadeloupe (Union des Entreprises – Mouvement Des Entreprises de France) est le représentant du MEDEF au niveau du territoire de la Guadeloupe.
Il s’agit d’une organisation patronale représentant les dirigeants des entreprises de toutes tailles et de tous secteurs d’activité.

## Présentation
Créée en 1999, l’UDE-MEDEF Guadeloupe remplace le CODIES (Comité de Défense des Intérêts Économiques et sociaux), crée le 25 avril 1967. 
Son but est de représenter les entrepreneurs auprès de l’État et des organisations syndicales
.

## Structure
L’UDE-MEDEF Guadeloupe est une association loi 1901  .
L’UDE-MEDEF Guadeloupe fait partie des
155 MEDEF territoriaux et régionaux répartis dans les départements, régions de France et Dom-TOM. 
Au niveau national, on retrouve le MEDEF National. Principale organisation des entreprises françaises, Le MEDEF regroupe, outre les MEDEF territoriaux et régionaux, 85 fédérations professionnelles auxquelles adhèrent 600 syndicats professionnels regroupant des entreprises d’un même secteur.
Au niveau international, on parlera du MEDEF international qui favorise les contacts au plus haut niveau.

## Présidents successifs
1.	Armand LIGNIERES : Président de 1967 à 1970
2.	Max MARTIN : Président de 1970 à 1974
3.	Joseph BARBOTTEAU : Président de 1974 à 1976
4.	Jean AUDEBERT : Président de 1976 à 1984
5.	Jean GOTHLAND : Président de 1984 à 1986
6.	Christian VIVIES : Président de 1986 à 1988
7.	Amédée HUYGUES-DESPOINTES : Président de 1988 à 1992
8.	Lionel de LAVIGNE : Président de 1992 à 1998
9.	Michel POMAREDE : Président de 1998 à 1999
10.	Claude BONNET : Président de 1999 à 2001
11.	Patrick VIAL COLLET : Président de 2002 à 2004
12.	Christian VIVIES : Président de 2005 à 2007
13.	Willy ANGELE : Président de 2007 à 2013
14.	Michèle MONTANTIN : Présidente de 2013 à 2014
15.  Bruno BLANDIN : Président depuis 2015